# Tenetiše (gmina Litija)
Tenetiše – wieś w Słowenii, w gminie Litija. W 2018 roku liczyła 180 mieszkańców.